# Campionati africani di atletica leggera 2014 - 5000 metri piani maschili
La corsa dei 5000 metri piani maschili ai Campionati africani di atletica leggera di Marrakech 2014 si è svolta il 10 agosto 2014 allo Stade de Marrakech in Marocco.
La gara è stata vinta dal keniota Caleb Mwangangi Ndiku, che ha preceduto il connazionale Isiah Koech, argento, ed l'eritreo Abrar Osman, bronzo.

## Risultati

### Finale
| Class.  | Nome                  | Nazione        | Tempo    | Note |
| ------- | --------------------- | -------------- | -------- | ---- |
| Oro     | Caleb Mwangangi Ndiku | Kenya          | 13:34.27 |      |
| Argento | Isiah Koech           | Kenya          | 13:35.73 |      |
| Bronzo  | Abrar Osman           | Eritrea        | 13:36.42 |      |
| 4       | Joseph Kiplimo        | Kenya          | 13:39.12 |      |
| 5       | Yenew Alamirew        | Etiopia        | 13:45.86 |      |
| 6       | Olivier Irabaruta     | Burundi        | 13:46.21 |      |
| 7       | Thomas Ayeko          | Uganda         | 13:51.61 |      |
| 8       | Birhanu Legese        | Etiopia        | 13:59.57 |      |
| 9       | Elroy Gelant          | Sudafrica      | 14:00.48 |      |
| 10      | Mumin Gala            | Gibuti         | 14:02.16 |      |
| 11      | Othmane El Goumri     | Marocco        | 14:12.40 |      |
| 12      | Jamal Abdi Dirieh     | Gibuti         | 14:15.78 |      |
| 13      | Masseho-Ngoma         | Rep. del Congo | 16:52.64 |      |
| dnf     | Hagos Gebrhiwet       | Etiopia        | dnf      |      |
| dnf     | Hicham Bellani        | Marocco        | dnf      |      |
| dnf     | Jamal Hitran          | Marocco        | dnf      |      |
| dns     | Dieudonne Nsengiyumva | Burundi        | dns      |      |
| dns     | Naimbai Njerakey      | Ciad           | dns      |      |
| dns     | Joshua Cheptegei      | Uganda         | dns      |      |
| dns     | Moses Kipsiro         | Uganda         | dns      |      |